# Big Die-Up
Der Big Die-Up war eine extreme Wetterperiode im Winter 1886/87 in den Vereinigten Staaten und weiten Teilen des kontinentalen Nordamerika. Obwohl er auch andere Regionen des Kontinents betraf, ist er vor allem für seine Auswirkungen auf den Westen der Vereinigten Staaten und seine Viehwirtschaft bekannt. Dieser Winter markierte das Ende der Ära der offenen Weideflächen und führte zu einer völligen Umstrukturierung der Viehwirtschaft.

## Verlauf
Der Sommer 1886 war ungewöhnlich heiß und trocken gewesen, mit zahlreichen Präriebränden, und die Wasserquellen waren oft versiegt. Der erste Schnee fiel früher als gewöhnlich schon im November und wurde als einer der schlimmsten beschrieben. Die extreme Kälte tötete Menschen und Tiere. Einige Menschen verirrten sich in der Nähe ihrer Häuser und erfroren in unmittelbarer Nähe ihres Zuhauses. Das Winterwetter erreichte sogar die Westküste, wo am 5. Februar 1887 in der Innenstadt von San Francisco mit 9,3 cm Schneefall ein neuer Rekord aufgestellt wurde.

## Auswirkungen
Das Ausmaß des Verlusts an Viehbestand wurde erst im Frühjahr erkennbar, als viele Rinderkadaver auf den Feldern verstreut und in die Flüsse gespült wurden. Die wenigen verbliebenen Rinder waren in einem schlechten Gesundheitszustand, abgemagert und litten an Erfrierungen. Dies führte dazu, dass die Rinder zu einem wesentlich geringeren Preis verkauft werden konnten, was in einigen Fällen zum Bankrott führte.

Auch die Rinderfarm des späteren US-Präsidenten Theodore Roosevelt in der Nähe von Medora im Dakota-Territorium wurde von diesem Winter hart getroffen. In einem Brief an seinen Freund Henry Cabot Lodge senior bemerkte Roosevelt: 

“Well, we have had a perfect smashup all through the cattle country of the northwest. The losses are crippling. For the first time I have been utterly unable to enjoy a visit to my ranch. I shall be glad to get home.”

„Wir haben im gesamten Rinderland des Nordwestens einen umfassenden Zusammenbruch erlebt. Die Verluste sind lähmend. Zum ersten Mal war ich nicht in der Lage, einen Besuch auf meiner Ranch zu genießen. Ich werde froh sein, nach Hause zu kommen.“